# George Chaney
George Henry „K.O.” Chaney (ur. 16 kwietnia 1892 w Baltimore, zm. 20 grudnia 1958 tamże) – amerykański bokser zawodowy.
Jest uważany za jednego z bokserów o najmocniejszym ciosie w historii. Jego przydomek „K.O.” (knock out) wymyślił podobno Charlie Chaplin, który powiedział, że Chaney bije tak mocno, że jego drugie imię to musi być nokaut. Chaney miał jednak również „szklaną szczękę”, przez co wiele pojedynków przegrał przed czasem i nigdy nie został mistrzem świata.
W toku swej kariery pięściarskiej, która trwała od 1910 do 1925, stoczył 178 walk, w których 101 wygrał (78 przed czasem), 21 przegrał, 3 zremisował, a 53 było w formule no decision. Tylko dwukrotnie walczył o pas mistrza świata. 4 września 1916 w Cedar Point w Sandusky ówczesny mistrz w wadze piórkowej Johnny Kilbane znokautował Chaneya w 3. rundzie. Była to ostatnia obrona tytułu przez Kilbane’a, który został pozbawiony pasa mistrza świata w 1922 z powodu nieaktywności.
Chaney i Johnny Dundee stoczyli 18 listopada 1921 w Madison Square Garden w Nowym Jorku pierwszą walkę o tytuł mistrza świata w nowo utworzonej kategorii junior lekkiej. Dundee zwyciężył wskutek dyskwalifikacji Chaneya w 5. rundzie za zbyt niskie ciosy.
W toku swej kariery Chaney dwukrotnie pokonał Kida Williamsa w 1911. Zwyciężyli go: Abe Attell w 1913, Johnny Kilbane w 1916, Lew Tendler w 1919, Rocky Kansas w 1920 i Johnny Dundee w 1920 i 1921. Stoczył również pojedynki no decision z Lewem Tendlerem, Rockym Kansasem i Johnnym Dundee. W ostatniej walce Chaneya Danny Kramer znokautował go w 1. rundzie 8 października 1925.
George „K.O.” Chaney został wybrany do International Boxing Hall of Fame w 2014.